# Michael Pfurtscheller
Michael Pfurtscheller (* 29. September 1776 in Fulpmes; † 3. Februar 1854 ebenda) war Granderwirt und Schützenhauptmann von Fulpmes. Er leitete ein Gasthaus, die familieneigene Handelsfirma und eine Schmiede. Außerdem war er einige Jahre als Ortsvorsteher von Fulpmes tätig. 1797 nahm er an der Schlacht von Spinges teil (wie auch Katharina Lanz und Anton Reinisch) und war im Tiroler Volksaufstand von 1809 unter Andreas Hofer Anführer der Stubaier Schützen. Nach ihm ist heute eine Straße in Fulpmes –  der Michael-Pfurtscheller-Weg – benannt.
Weiters wurde im Zuge des Schützenbataillonsfestes Stubai im Jahre 2007 ein Denkmal beim Kranerhaus am Kirchplatz errichtet.
Als treibender Kraft gelang es ihm, die darniederliegende Kleineisenerzeugung in Fulpmes wieder zu neuer Bedeutung zu führen. Wesentlich dafür war eine gemeinsame Vermarktung.